# Blohm & Voss Bv 142
Blohm & Voss BV 142 – niemiecki samolot transportowy przeznaczony dla Lufthansy do przewożenia poczty na dalekich dystansach.

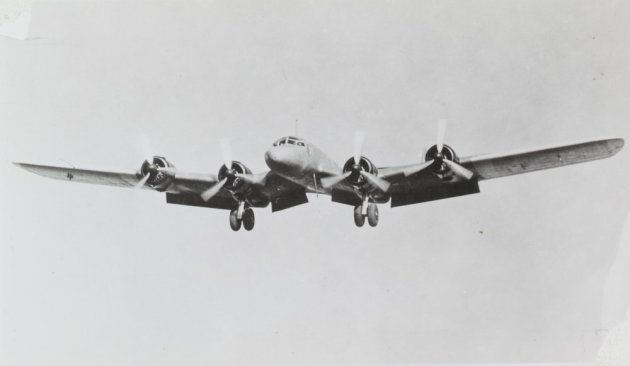
Blohm & Voss Bv 142

## Historia

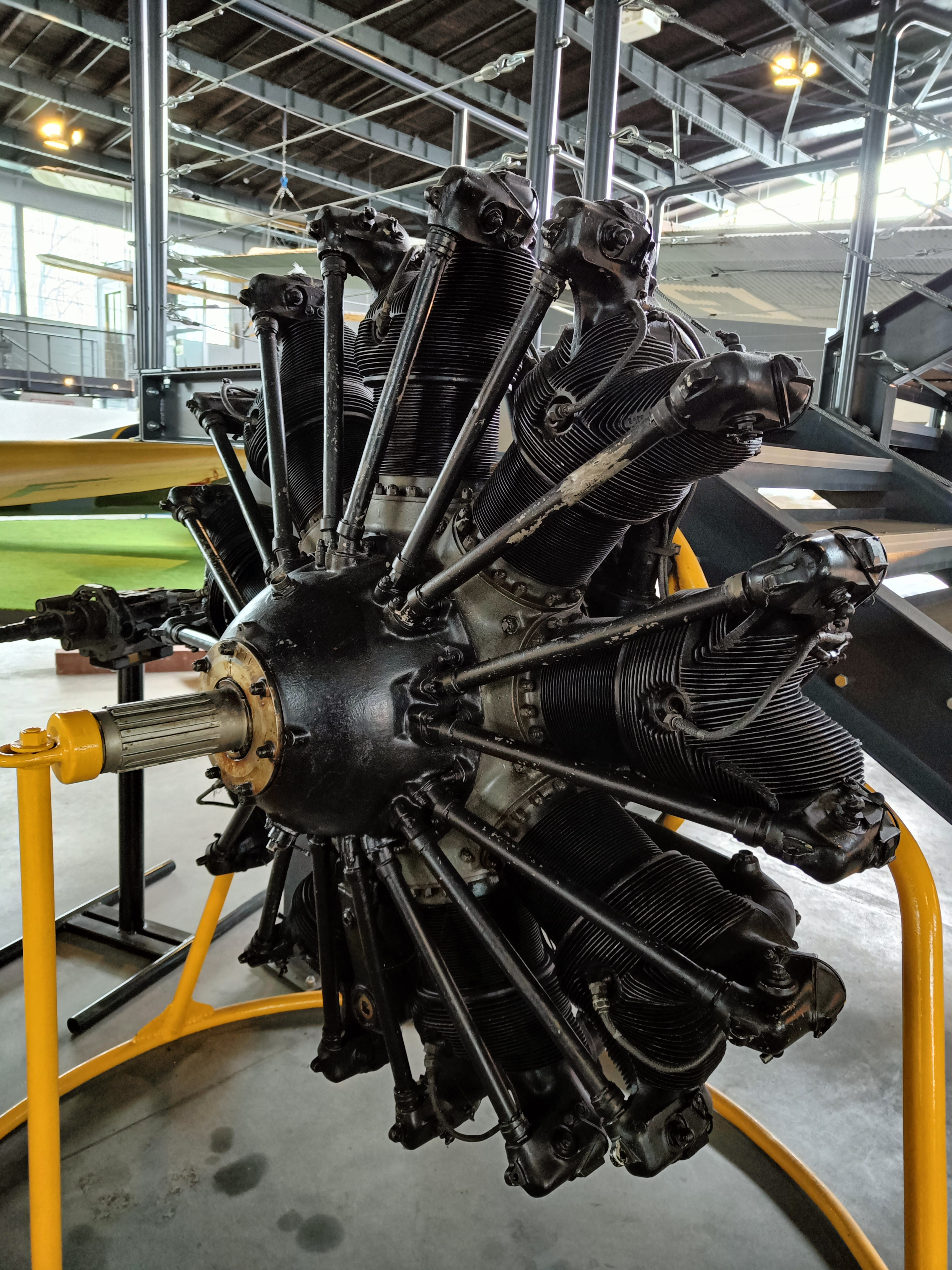
Silnik BMW 132 eksponowany w MLP w Krakowie

Dla prototypu BV 142 przeznaczono cztery silniki BMW 132H. Kadłub samolotu oparto na kadłubie Blohm & Voss Ha 139, lecz został zaprojektowany jako samolot bazujący na lądzie z chowanym podwoziem głównym i podwójnymi kółkami ogonowymi do transportu max. 500 kg ładunku pocztowego do Afryki i Azji. Zamówienie złożyła linia DLH (Stuttgart-Natal). Rozwojem samolotu zajęła się w 1937 roku hamburska wytwórnia Blohm & Voss na zlecenie Ministerstwa Lotnictwa dla Lufthansy. Pierwszy prototyp wzbił się w powietrze w 1938 roku, drugi rok później. Wyprodukowano 4 samoloty modeli V, które były do sierpnia 1939 używane do transportu transatlantyckiego poczty.
Wraz z wybuchem II wojny światowej samoloty zostały przejęte przez Luftwaffe i przystosowane do celów wojskowych. Samolot dostarczony jako drugi został przerobiony na samolot rozpoznawczy dalekiego zasięgu i prowizoryczny bombowiec, BV 142 V2/U1. Po przedłużeniu korpusy samolotu o 80 cm w przedziale pocztowym zainstalowano prowizoryczną komorę bombową na osiem 50-kilogramowych bomb odłamkowo-burzących, a samolot był silnie uzbrojony w pięć MG 15. Pierwszy lot fabryczny przebudowanego V-2 odbył się 13 maja 1940 r..
V1 otrzymał cały przedni kadłub He 111H-6, ale osiągi przebudowanego samolotu były tak niezadowalające, że V3 i V4 nie zostały przebudowane. Cztery samoloty były używane jako transportowce podczas inwazji na Norwegię i po krótkim okresie na froncie wschodnim zostały wycofane ze służby i zezłomowane w 1942 roku z powodu braku części zamiennych.